# 和康縣
和康縣（維吾爾語：خېكاڭ ناھىيىسى‎，拉丁维文：Xëkang Nahiyisi）是中华人民共和国新疆维吾尔自治区和田地区下轄的一個縣，原为皮山县的一部分，2024年12月批准设立，縣人民政府駐地位於昆岭镇，2025年6月新设立吉良镇。和康县位于新疆西南部喀喇昆仑山脉内，与克什米尔地区接壤，且部分地区在中印争议领土阿克赛钦的范围内。